# Élections législatives de 1923 dans la ville libre de Dantzig
Les élections législatives de 1923 dans Ville libre de Dantzig (en allemand : Volkstagswahl in Danzig 1923) se tiennent le 18 novembre 1923, afin d'élire les 120 députés du Volkstag.

## Résultats

### Voix et sièges
| Parti                             | Parti                                          | Voix    | %     | Sièges | +/-           |
| --------------------------------- | ---------------------------------------------- | ------- | ----- | ------ | ------------- |
|                                   | Parti national du peuple allemand              | 44 459  | 26,98 | 33     | 1             |
|                                   | Parti social-démocrate indépendant d'Allemagne | 39 755  | 24,12 | 30     | 9             |
|                                   | Zentrum                                        | 21 114  | 12,81 | 15     | 2             |
|                                   | Parti communiste                               | 14 982  | 9,09  | 11     |               |
|                                   | Autres                                         | 44 484  | 26,99 | 31     |               |
|                                   |                                                |         |       |        |               |
| Votes valides                     | Votes valides                                  | 164 794 | 99,69 |        |               |
| Votes blancs et nuls              | Votes blancs et nuls                           | 517     | 0,31  |        |               |
| Total                             | Total                                          | 165 311 | 100   | 120    | en stagnation |
| Abstentions                       | Abstentions                                    | 37 288  | 18,40 |        |               |
| Nombre d'inscrits / participation | Nombre d'inscrits / participation              | 202 599 | 81,60 |        |               |